# Авраменко, Николай Григорьевич
Николай Григорьевич Авраменко (укр. Микола Григорович Авраменко; род. 1951) — советский и украинский спортсмен и тренер; Мастер спорта СССР (1973), Заслуженный тренер Украины (1995), Заслуженный работник физической культуры и спорта Украины; судья международной категории (1998).

## Биография
Родился 8 октября 1951 года в селе Липа Волынской области Украинской ССР.
До восьмого класса учился в родной школе; десятилетку с серебряной медалью окончил в Берестечковской школе. Затем учился во Львовском автодорожном техникуме, а в 1973 году окончил факультет физического воспитания Луцкого педагогического института (ныне Восточноевропейский национальный университет имени Леси Украинки). Уже во время учёбы в техникуме, Николай занимался в секции тяжелой атлетики общества «Спартак» под руководством заслуженного тренера Украины Константина Калинина. Через год тренировок стал чемпионом города Львова в весовой категории до 75 кг. Участник чемпионатов Украинской ССР в 1972—1976 годах.
Позже стал тренером. С 1978 года — главный тренер сборной Волынской области по тяжёлой атлетике, представлял спортивное общество «Колос». Затем стал тренером национальной сборной Украины (1979—1987 и 1994—1995 годы).
В числе воспитанников Николая Авраменко более 30 мастеров спорта Украины, 6 мастеров спорта международного класса. Он подготовил трёх участников Олимпийских игр: Андрея Демчука, Николая Гордийчука и Надежду Миронюк. Тренирует Юрия Лавренюка, Ярослава Витера, Виталия Глушко.
Его сын — Андрей Авраменко, тоже стал спортсменом-тяжелоатлетом, затем — директором луцкой Школы высшего спортивного мастерства.